# Martin Hinteregger
Martin Hinteregger (ur. 7 września 1992 w Sankt Veit an der Glan) – austriacki piłkarz grający na pozycji środkowego obrońcy.

## Życiorys

### Kariera klubowa
Swoją karierę piłkarską Hinteregger rozpoczął w 1999 w klubie SGA Sirnitz. W 2006 podjął treningi w Red Bull Salzburg. W latach 2009–2010 grał w drużynie USK Anif, będącej drużyną juniorów Red Bulla. W 2010 awansował do kadry pierwszej drużyny Red Bulla. 16 października 2010 zadebiutował w austriackiej Bundeslidze w przegranym 0:2 domowym meczu z Kapfenbergerem SV. W debiutanckim sezonie stał się podstawowym zawodnikiem Red Bulla. W sezonie 2011/2012 wywalczył z Red Bullem mistrzostwo Austrii oraz zdobył Puchar Austrii. W sezonie 2013/2014 i 2014/2015 wywalczył dublet.
W 2016 Hinteregger został wypożyczony do Borussii Mönchengladbach, w której zadebiutował 23 stycznia 2016 w przegranym 1:3 domowym meczu z Borussią Dortmund.
Latem 2016 Hinteregger przeszedł do FC Augsburg.
31 stycznia 2019 został wypożyczony do Eintracht Frankfurt, umowa do 30 czerwca 2019. 1 sierpnia 2019 podpisał kontrakt z Eintracht Frankfurt, kwota odstępnego wyniosła 12 mln euro.
W czerwcu 2022 roku ogłosił zakończenie kariery. 

### Kariera reprezentacyjna
W swojej karierze Hinteregger grał w młodzieżowych reprezentacjach Austrii na różnych szczeblach wiekowych. 19 listopada 2013 zadebiutował w dorosłej reprezentacji Austrii w wygranym 1:0 towarzyskim meczu ze Stanami Zjednoczonymi, rozegranym w Wiedniu.

## Statystyki

### Klubowe
Stan na 1 września 2019
| Sezon   | Klub                     | Kraj    | Rozgrywki    | Mecze | Bramki |
| ------- | ------------------------ | ------- | ------------ | ----- | ------ |
| 2009/10 | USK Anif                 | Austria | Regionalliga | 1     | 0      |
| 2010/11 | USK Anif                 | Austria | Regionalliga | 12    | 6      |
| 2010/11 | Red Bull Salzburg        | Austria | Bundesliga   | 22    | 0      |
| 2011/12 | Red Bull Salzburg        | Austria | Bundesliga   | 21    | 0      |
| 2012/13 | Red Bull Salzburg        | Austria | Bundesliga   | 24    | 2      |
| 2013/14 | Red Bull Salzburg        | Austria | Bundesliga   | 32    | 2      |
| 2014/15 | Red Bull Salzburg        | Austria | Bundesliga   | 31    | 1      |
| 2015/16 | Red Bull Salzburg        | Austria | Bundesliga   | 8     | 0      |
| 2015/16 | Borussia Mönchengladbach | Niemcy  | Bundesliga   | 10    | 0      |
| 2016/17 | FC Augsburg              | Niemcy  | Bundesliga   | 31    | 3      |
| 2017/18 | FC Augsburg              | Niemcy  | Bundesliga   | 30    | 0      |
| 2018/19 | FC Augsburg              | Niemcy  | Bundesliga   | 18    | 2      |
| 2018/19 | Eintracht Frankfurt      | Niemcy  | Bundesliga   | 14    | 1      |
| 2019/20 | Eintracht Frankfurt      | Niemcy  | Bundesliga   | 31    | 8      |
| 2020/21 | Eintracht Frankfurt      | Niemcy  | Bundesliga   | 29    | 2      |

## Sukcesy

### Klubowe
Red Bull Salzburg Juniors
- Mistrz Zachodniej Ligi Regionalnej (Austria): 2010/2011

Red Bull Salzburg
- Mistrz Austrii: 2011/2012, 2013/2014, 2014/2015, 2015/2016 i 2016/2017
- Zdobywca Pucharu Austrii: 2011/2012, 2013/2014, 2014/2015 i 2015/2016

### Reprezentacyjne
Austria
- Uczestnik Mistrzostw Europy: 2016